# Centrale idroelettrica di San Mauro Torinese
La centrale di San Mauro è situata nel comune di San Mauro Torinese.

## Caratteristiche
Si tratta di una centrale ad acqua fluente che utilizza le acque del Po a valle della confluenza della Stura di Lanzo ed impiega un gruppo turbina Kaplan/generatore, ad asse verticale, da 8 MW, avente capacità produttiva annua pari a circa 40 GWh.